# كولن أير
كولن أير (بالإنجليزية: Colin Ayre)‏ هو لاعب كرة قدم بريطاني، ولد في 14 مارس 1956 في أشينغتون ‏ في المملكة المتحدة. لعب مع نادي توركي يونايتد ونادي واكر إنسبروك ونيوكاسل يونايتد.